# Träkumla
Träkumla är en småort i Gotlands kommun och kyrkby i Träkumla socken, belägen på västra Gotland vid länsväg 142 cirka en mil söder om centralorten Visby.
I Träkumla ligger Träkumla kyrka.